# Varzim Sport Club
O Varzim Sport Club é o clube da Póvoa de Varzim que atua na 3.ª Liga Portuguesa (Liga 3). Fundado a 25 de Dezembro de 1915, na altura com a denominação de Varzim Foot-Ball Club, é um clube conhecido pela boa formação de onde vieram os internacionais António Lima Pereira, Bruno Alves, Hélder Postiga e Luís Neto.

## História
O Varzim SC foi fundado em 25 de Dezembro de 1915, na altura com a denominação de Varzim Foot-Ball Club. Em 25 de Março 1916, em Assembleia Geral, foi aprovada a designação de Varzim Sport Club.
Nesse mesmo ano, o Governo Civil do Porto aprovou os Estatutos do Clube e de imediato foi feito, pelos próprios jogadores, o primeiro campo de jogos, no Largo Cego do Maio (onde atualmente é o Passeio Alegre).
Ainda em 1916, foram escolhidos os equipamentos do Clube: camisolas pretas e calções brancos para o futebol, camisolas brancas com uma risca preta em diagonal sobre o peito para o remo, natação e basquetebol. Foi também nesse ano de 1916 que o Varzim se filiou na Associação de Futebol do Porto.
Em 1918, o Varzim adoptou novo equipamento, que ainda hoje se mantém: camisolas pretas e brancas, às listas verticais, e calções pretos.
Na temporada de 1919/20, o Varzim conquistou o seu primeiro troféu – A Taça Eça de Queiroz.
Em 20 de Março de 1921 é editado o primeiro número de “A Póvoa Desportiva”, órgão oficial do Varzim Sport Club.
Na temporada 1926/27 o Varzim conquista o primeiro título oficial: Campeão Concelhio da Promoção.
Em 1929, o Clube é autorizado a contrair um empréstimo para a compra dos terrenos, onde atualmente se situa o Estádio – terrenos esses que só foram comprados em 1932. Até então, a equipa de futebol jogou num campo próximo do local onde agora se situa a Basílica do Sagrado Coração de Jesus.
Em 1937, a Câmara Municipal da Póvoa Varzim, com 22 anos de existência, atribuiu ao Varzim a Medalha de Prata do Reconhecimento Poveiro.
Em 1944 e após 4 anos de interregno na prática do futebol, o Varzim retoma a atividade, iniciando-se pela extinta Promoção da Associação de Futebol do Porto e percorrendo todos os Campeonatos do Futebol português, a nível regional e nacional, desde a 3ª Regional à I Divisão Nacional.
No ano seguinte, é construída a primeira bancada central no Estádio do Varzim.
Na temporada de 1946/47 conquista o 1º título distrital – Campeão da 2.ª Divisão da A.F. do Porto, proeza que viria a repetir na época de 1955/56.
Depois, o Varzim abandona de vez a 2.ª Divisão Distrital e, em três anos consecutivos, conquista o título de Campeão da 1.ª Divisão da Associação de Futebol do Porto, nas épocas de 1959/60, 1960/61 e 1961/62, mas só nesta última tem direito a abandonar os campeonatos distritais, já que, na mesma temporada, conquista, igualmente, o título de Campeão Nacional da 3.ª Divisão (campeonato que, nessa altura, era disputado pelos clubes mais bem classificados nos Campeonatos Regionais).
Logo na época seguinte, o Varzim conquista o título de Campeão Nacional da 2.ª Divisão, subindo automaticamente à 1.ª Divisão, precisamente na mesma época em que participa pela primeira vez na Taça de Portugal (62/63). Já na 1.ª Divisão, o Estádio do Varzim passa por grandes transformações: em 1964 é construída a bancada superior, é feito o arrelvamento do terreno de jogo e construído o campo de treinos.
Em 12 de Janeiro de 1966, quando o Varzim comemorava as suas Bodas de Ouro, o Governo Atribuiu-lhe a Medalha de Bons Serviços Desportivos.
No ano seguinte, a 10 de Novembro, é nomeado Sócio Honorário da Associação de Futebol do Porto.
Em 6 de Maio de 1969 é instituído o Conselho Geral e, em 1973, é criado o Jornal “O Varzim”.
Na temporada de 1975/76, conquista o seu segundo título de Campeão Nacional da II Divisão, onde entretanto caíra.
Em 5 de Novembro de 1980, o Governo considera o Varzim como Clube de Utilidade Pública, concedendo-lhe o respectivo diploma.
Em 1982, é ampliado o topo norte do Estádio.
Em 1987, o Clube é dotado de novos Estatutos, Regulamento Interno e Lei Eleitoral: é criado o Conselho Varzinista: é criada a Comissão de Obras, que dá início à construção da bancada no topo sul e instituído o Troféu Lobo do Mar.
Por altura das comemorações das Bodas de Diamante, no jantar comemorativo, em 16 de Fevereiro de 1991, o Governo entrega ao Varzim a Medalha de Mérito Desportivo.
Na época de 1995/96, o Varzim conquista o título de Campeão Nacional da II Divisão B de Futebol, depois de ter garantida a subida à II Divisão de Honra.
Por ser considerado, com toda a justiça, o maior clube e o mais representativo da Póvoa de Varzim, a Câmara Municipal atribui-lhe o nome de uma rua a norte do seu Estádio, na Avenida Marginal.
Centenas de atletas movimentam o Varzim no futebol, quer a nível profissional (o de maior escala) quer nas camadas jovens, de que possui uma das melhores escolas do país. Para além dos títulos ganhos no futebol, o Varzim também os conquistou, a nível nacional e distrital, no Atletismo e no Voleibol. 
Ao longo da história foi tendo como principais rivais o Leixões Sport Clube e Rio Ave Futebol Clube por causa da localização geográfica e culturas piscatórias, sendo os jogos entre eles conhecidos como os Dérbis do Mar. 

## Histórico

### Títulos
| Nacionais | Nacionais        | Nacionais | Nacionais                           |
|           | Competição       | Títulos   | Épocas                              |
| --------- | ---------------- | --------- | ----------------------------------- |
|           | Segunda Divisão  | 4         | 1962–63, 1975–76, 1995–96 e 2011–12 |
|           | Terceira Divisão | 1         | 1961–62                             |

### Presenças
- Atualizado até 04 de junho de 2019.

| Nacionais | Nacionais        | Nacionais | Nacionais      |
|           | Competição       | Presenças | Melhor posição |
| --------- | ---------------- | --------- | -------------- |
|           | Primeira Liga    | 21        | 5º             |
|           | Segunda Liga     | 17        | 2º             |
|           | Segunda Divisão  | 22        | 1º             |
|           | Terceira Divisão | 10        | 1º             |
|           |                  |           |                |
|           | Taça de Portugal | 57        | Meias Finais   |
|           | Taça da Liga     | 8         | Fase de Grupos |